# Suacris siyangensis
Suacris siyangensis är en insektsart som beskrevs av Yin, Hong, D.-c. Zhang och Xinjiang Li 2002. Suacris siyangensis ingår i släktet Suacris och familjen gräshoppor. Inga underarter finns listade i Catalogue of Life.